# На горі стоїть гора
«На горі стоїть гора» (рос. «На горе стоит гора») — радянський художній фільм 1978 року, знятий режисером Анатолієм Кокоріним на Кіностудії ім. М. Горького.

## Сюжет
Фільм про підлітків 1970-х років і про людей, дитинство яких було обпалене Другою світовою війною.

## У ролях
- Петро Вельямінов — Лосєв
- Сергій Бурцев — другорядна роль
- Олександр Вершняков — другорядна роль
- Аннамухамед Заріпов — другорядна роль
- Костянтин Леонов — фотограф
- Світлана Погребняк — другорядна роль
- Катерина Саранцева — другорядна роль
- Борис Смільцов — другорядна роль
- Сергій Тихонов — другорядна роль
- Майя Булгакова — епізод
- Валентина Владимирова — епізод
- Валентин Савченков — епізод
- Марина Трошина — епізод
- Аркадій Іванов — епізод

## Знімальна група
- Режисер — Анатолій Кокорін
- Сценарист — Левіан Чумичов
- Оператор — Михайло Гойхберг
- Композитор — Володимир Чернишов
- Художник — Володимир Богомолов